# Caradrina klapperichi
Caradrina klapperichi är en fjärilsart som beskrevs av Charles Boursin, 1957. Caradrina klapperichi ingår i släktet Caradrina och familjen nattflyn, Noctuidae. Inga underarter finns listade i Catalogue of Life.